# El Rincón, Gutiérrez Zamora
El Rincón är en ort i Mexiko.   Den ligger i kommunen Gutiérrez Zamora och delstaten Veracruz, i den sydöstra delen av landet, 230 km nordost om huvudstaden Mexico City. El Rincón ligger 54 meter över havet och antalet invånare är 112.
Terrängen runt El Rincón är huvudsakligen platt, men åt nordväst är den kuperad. Runt El Rincón är det ganska glesbefolkat, med 32 invånare per kvadratkilometer. Närmaste större samhälle är Gutiérrez Zamora, 6,6 km nordost om El Rincón. Omgivningarna runt El Rincón är en mosaik av jordbruksmark och naturlig växtlighet.